# Entomobrya sabulicola
Entomobrya sabulicola är en urinsektsart som beskrevs av Mills 1931. Entomobrya sabulicola ingår i släktet Entomobrya och familjen brokhoppstjärtar. Inga underarter finns listade i Catalogue of Life.